# Gens Cecínia
Cecina (en llatí Caecina) va ser un cognomen que va portar una família romana. El nom era d'origen etrusc i originari de Volterra, una de les més antigues ciutats etrusques, .
El nom podria derivar del riu Caecina (modern Cecina) que passava per la ciutat, o potser els que portaven aquest nom li van donar al riu. Les persones amb aquest cognom es mencionen al segle i aC i es diu expressament que són nadius de Volterra. Després, sota l'Imperi el nom és freqüent, i és probable que els seus portadors fossin d'origen etrusc. Els Caecina tenien possessions a Volaterrae i la tomba familiar ha estat descoberta a la ciutat, on es veu que la forma etrusca del cognom era Ceicna. La família es va dividir en diverses branques, de les que consten las dels Caspu i Tlauni en etrusc, i Quadrat (Quadratus) i Plàcid (Placidus) en llatí.
Alguns personatges principals van ser:
- Aule Cecina, al qual va defensar Ciceró l'any 69 aC d'una acusació de la qual és difícil fer-se idea, ja que té un contingut estrictament jurídic. Va ser probablement pare d'Aule Cecina tret que fos la mateixa persona.
- Aule Cecina, polític i escriptor
- Cecina de Volaterrae, amic d'Octavi August
- Aule Cecina Sever, militar romà
- Cecina Pet, cavaller romà
- Gai Cecina Largi, cònsol romà
- Publi Cecina Llarg, confident de Claudi
- Cecina Tusc, prefecte del pretori i governador d'Egipte
- Aule Cecina Aliè, general i cònsol romà
- Licini Cecina, senador romà
- Deci Albí Cecina, escriptor satíric romà